# Konstantin Pawlowitsch Pjadyschew

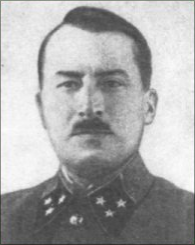
K.P. Pjadyschew als Generalleutnant (1940/41)

Konstantin Pawlowitsch Pjadyschew (russisch Константин Павлович Пядышев, wiss. Transliteration Konstantin Pavlovič Pjadyšev; * 1890; † 15. Juni 1944) war ein sowjetischer General.

## Leben

### Militärische Karriere
Pjadyschew trat nach seinem Schulabschluss 1910 als Fähnrich der Reserve in die Zarische Armee ein. Bei Ausbruch des Ersten Weltkrieges wurde er 1914 eingezogen. Er diente u. a. als Kompaniechef sowie als Adjutant und im Stab einer Infanteriedivision. Bis zum Ende des Krieges erreichte er den Dienstgrad eines Stabskapitäns. Im Dezember 1918 trat er in die Rote Armee ein. Während des Russischen Bürgerkrieges kommandierte Pjadyschew bald die 2. Schützenbrigade, später die 61. Schützenbrigade. Er wurde für seine Leistungen zweimal mit dem Rotbannerorden ausgezeichnet. Nach dem Krieg wurde ihm 1921 die 21. Schützendivision anvertraut, bevor er zwischen 1923 und 1931 erst die 10. und dann die 16. Schützendivision befehligte. Danach kommandierte er noch einmal die 10. Schützendivision und wurde 1934 Chef des Stabes der höheren Militärbildungseinrichtungen des Leningrader Militärbezirkes. Dies blieb er bis 1936, als er Chef des Stabes der Militär-Akademie für Elektronik übernahm. Im Jahr darauf folgte eine Rückversetzung in den Truppendienst als Kommandeur der 99. Schützendivision. Nach etwa drei Jahren wurde Pjadyschew schließlich zum stellvertretenden Chef des Stabes des Leningrader Militärbezirkes ernannt.
In dieser Funktion war er während des Winterkrieges gegen Finnland auch stellvertretender Befehlshaber der sowjetischen 7. Armee. Er prangerte, wie auch sein direkter Vorgesetzter B.M. Schaposchnikow, schon vor Beginn der sowjetischen Offensiven den schlechten Ausbildungszustand der Truppen an, warnte davor die Finnen zu unterschätzen und riet, die starke „Mannerheim-Linie“ lieber zu umgehen, als sie frontal anzugreifen. Dies brachte ihn in Gegensatz zum Verteidigungsminister K.J. Woroschilow, der ihm vorwarf in Panik zu verfallen und den Gegner zu überschätzen. Nach dem Krieg wurde Woroschilow als Minister entlassen, Pjadyschew jedoch zum Generalleutnant befördert.

### Wirken im Krieg 1941

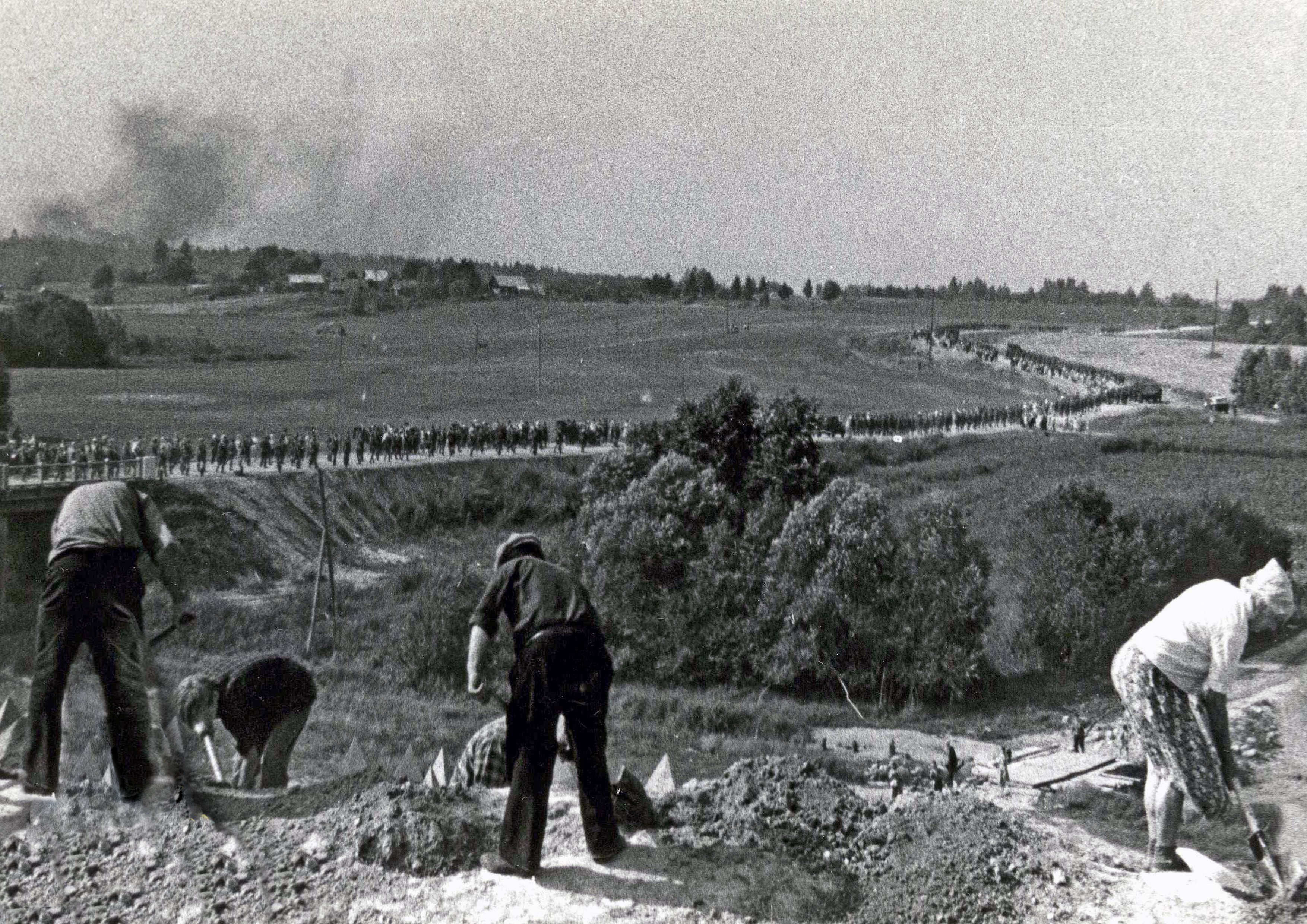
Ausbau der Lugaer Verteidigungslinie durch Zivilisten 1941

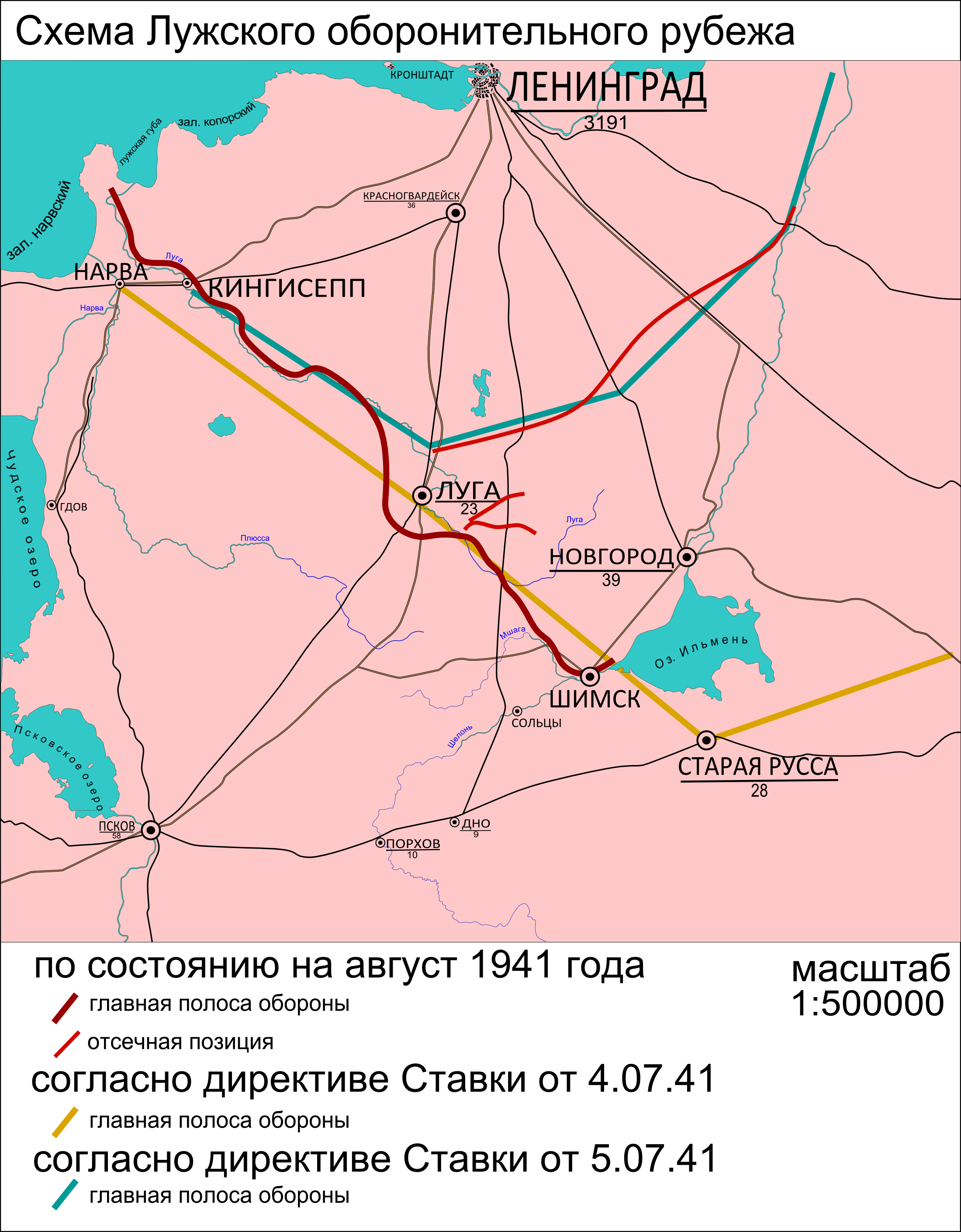
Verteidigungslinien vor Leningrad (Anfang Juli 1941)

Nach dem Krieg gegen Finnland kommandierte er kurzzeitig das XXXIV. Korps und wechselte danach als Chef des Direktoriats „Gefechtsausbildung“ in das Volkskommissariat für Verteidigung. Nur kurze Zeit später wurde er am 28. Januar 1941 zum stellvertretenden Befehlshaber des Leningrader Militärbezirkes ernannt. In dieser Funktion widersetzte er sich der Idee, Leningrad gegen einen Angriff im Norden zu befestigen und verlangte stattdessen den Bau von Verteidigungsanlagen im Süden. Dieser Vorschlag wurde von den übergeordneten Dienststellen jedoch abgelehnt. Als die Sowjetunion am 22. Juni 1941 vom Deutschen Reich angegriffen wurde (→ Deutsch-Sowjetischer Krieg) wurde aus dem Militärbezirk der Stab der sowjetischen Nordfront unter Gen.Lt. M. M. Popow gebildet, deren stellvertretender Befehlshaber Generalmajor Pjadyschew wurde. Bereits am 23. Juni wurde Pjadyschew entsandt, um nun doch eine mögliche Verteidigungslinie südlich von Leningrad zu erkunden. Nach seinem Bericht wurde er am 25. Juni schließlich Befehlshaber der noch neu zu bildenden Verteidigungslinie entlang der Luga.
Als sich ein deutscher Durchbruch südlich des Peipus-Sees abzeichnete, wurden die Truppen der neuen Verteidigungslinie am 6. Juli zur Operationsgruppe Luga unter Pjadyschews Befehl zusammengefasst. Diese umfasste sechs Schützendivisionen, drei Miliz-Divisionen und eine Gebirgsschützen-Brigade, welche bis zum 9. Juli in Stellung gingen. Mit diesen Truppen sollte Pjadyschew eine etwa 300 km lange Linie halten, die erst seit dem 29. Juni hektisch ausgebaut worden war. „K.P. Pjadyschew, ein glänzender, sehr kritisch eingestellter Offizier, der über reiche militärische Erfahrungen verfügte und sich kaum Illusionen machte. Wie jedermann wusste auch er, dass Leningrad keine ausgebildeten Truppen mehr stellen konnte, die man in die entstandene Lücke hätte werfen können.“ Es gelang ihm eine halbwegs tragfähige Verteidigung aufzubauen und vom 14. bis zum 18. Juli 1941 waren seine Verbände an einer ersten Gegenoffensive im Raum Solzy beteiligt (→ Schlacht bei Solzy). Trotz einiger Anfangserfolge erlitt die Rote Armee hier letztlich eine verlustreiche Niederlage.

### Verhaftung und Tod
Als direkte Folge wurde Pjadyschew am 23. Juli von Popow seines Kommandos enthoben und wegen Pflichtversäumnis verhaftet. Laut Grigorij Nabojščikov wurde die Verhaftung von Woroschilow, der die Rote Armee im Großraum Leningrad befehligte, einerseits und des politischen Militärrates von Leningrad A.A. Schdanow, mit dem Pjadyschew häufig im Konflikt gelegen hatte, aus Rache initiiert. Wie General Byčevski später schrieb, verschwand Pjadyschew damals einfach von der Bildfläche:

„Man hört, dass General K.P. Pjadyschew verhaftet worden ist. Man will es kaum glauben. Aber er ist verschwunden und niemand weiß wohin. Er fuhr in zum Stab der Front und es ist als wäre er dort verschwunden. Als ich General Nikischew darauf ansprach, sagte er nur „Ich weiss es nicht.“ - und gab zu verstehen, dass er nicht wünschte über das Thema zu reden.“

Tatsächlich wurde Pjadyschew vor Gericht gestellt und der antisowjetischen Agitation angeklagt. So habe er im Jahre 1937 gegenüber Bekannten und 1940 in Briefen an seine Ehefrau „antisowjetische Aussagen“ gemacht. Das Urteil vom 17. September 1941 lautete auf zehn Jahren Lagerhaft wegen „Betrug des Staates“; Pjadyschew wurde daraufhin im Gulag Pečorlag (Republik Komi) inhaftiert. Angeblich versuchte der Chef des Generalstabes der Roten Armee A.M. Wassilewski im Sommer 1943 eine Freilassung und Wiedereinsetzung Pjadyschews zu erreichen, aber der Generalstaatsanwalt W.M. Botschkow verweigerte sein Einverständnis. Am 15. Juni 1944 verstarb Pjadyschew schließlich an den Folgen der Lagerhaft. Sein Grab liegt heute irgendwo auf dem Gebiet der Siedlung Kotschmes nahe Inta.
Bereits zuvor, am 9. Juni 1943, war er aus den Stammrollen der Roten Armee gestrichen worden. Erst am 28. Januar 1958 wurde Pjadyschew von einem Gericht postum rehabilitiert. In den Jahren nach dem Zweiten Weltkrieg wurde Pjadyschews Schicksal in der UdSSR verschwiegen. Erst Ende der 1960er Jahre äußerte sich General B.V. Byčevski in seinen Erinnerungen zu dem Fall und gab eine Charakterisierung des Generals:

„Das umfangreiche Militärwissen, der geradlinige Charakter und der große Takt im Umgang mit Untergebenen weckten bei seiner Umgebung Sympathien. Pjadyschew war direkt und zeigte sich in operativ-taktischen Belangen beharrlich, aber er ging auch auf die Meinung anderer ein. Gerade dank seiner kurzfristigen Initiative und Energie konnte der Verteidigungsabschnitt an der Luga aufgebaut werden.“